# Stagioni dei Nashville Predators
Questa è una lista completa delle stagioni completate dai Nashville Predators della National Hockey League. Questo elenco documenta i risultati della regular season e dei play-off di tutte le stagioni che i Predators hanno completato nella NHL fin dalla nascita nel 1998.
| Vincitori della Stanley Cup | Vincitori della Conference | Vincitori della Division | Qualificati ai Play-off |

Note: PG = Partite Giocate, V = Vittorie, S = Sconfitte, P = Pareggi, OTL = Sconfitte nei tempi supplementari, Pti = Punti, GF = Goal Fatti, GS = Goal Subiti, MP = Minuti di Penalità
| Stagione              | Conference                                          | Posizione                                           | Division                                            | Posizione                                           | PG                                                  | V                                                   | S                                                   | P                                                   | OTL                                                 | Pti                                                 | GF                                                  | GS                                                  | Risultati dei play-off |                                                     |
| --------------------- | --------------------------------------------------- | --------------------------------------------------- | --------------------------------------------------- | --------------------------------------------------- | --------------------------------------------------- | --------------------------------------------------- | --------------------------------------------------- | --------------------------------------------------- | --------------------------------------------------- | --------------------------------------------------- | --------------------------------------------------- | --------------------------------------------------- | --- | --------------------------------------------------- |
| 1998–99               | Western                                             | 12^                                                 | Central                                             | 4^                                                  | 82                                                  | 28                                                  | 47                                                  | 7                                                   | —                                                   | 63                                                  | 190                                                 | 261                                                 | Non qualificati |                                                     |
| 1999–00               | Western                                             | 13^                                                 | Central                                             | 4^                                                  | 82                                                  | 28                                                  | 40                                                  | 7                                                   | 7                                                   | 70                                                  | 199                                                 | 240                                                 | Non qualificati |                                                     |
| 2000–01               | Western                                             | 10^                                                 | Central                                             | 3^                                                  | 82                                                  | 34                                                  | 36                                                  | 9                                                   | 3                                                   | 80                                                  | 186                                                 | 200                                                 | Non qualificati |                                                     |
| 2001–02               | Western                                             | 14^                                                 | Central                                             | 4^                                                  | 82                                                  | 28                                                  | 41                                                  | 13                                                  | 0                                                   | 69                                                  | 196                                                 | 230                                                 | Non qualificati |                                                     |
| 2002–03               | Western                                             | 13^                                                 | Central                                             | 4^                                                  | 82                                                  | 27                                                  | 35                                                  | 13                                                  | 7                                                   | 74                                                  | 183                                                 | 206                                                 | Non qualificati |                                                     |
| 2003–04               | Western                                             | 8^                                                  | Central                                             | 3^                                                  | 82                                                  | 38                                                  | 29                                                  | 11                                                  | 4                                                   | 91                                                  | 216                                                 | 217                                                 | Sconfitti nei quarti di Conference, 2-4 (Red Wings) |                                                     |
| 2004–05               | Stagione cancellata a causa del NHL 2004-05 lockout | Stagione cancellata a causa del NHL 2004-05 lockout | Stagione cancellata a causa del NHL 2004-05 lockout | Stagione cancellata a causa del NHL 2004-05 lockout | Stagione cancellata a causa del NHL 2004-05 lockout | Stagione cancellata a causa del NHL 2004-05 lockout | Stagione cancellata a causa del NHL 2004-05 lockout | Stagione cancellata a causa del NHL 2004-05 lockout | Stagione cancellata a causa del NHL 2004-05 lockout | Stagione cancellata a causa del NHL 2004-05 lockout | Stagione cancellata a causa del NHL 2004-05 lockout | Stagione cancellata a causa del NHL 2004-05 lockout | Stagione cancellata a causa del NHL 2004-05 lockout | Stagione cancellata a causa del NHL 2004-05 lockout |
| 2005–06               | Western                                             | 4^                                                  | Central                                             | 2^                                                  | 82                                                  | 49                                                  | 25                                                  | —                                                   | 8                                                   | 106                                                 | 259                                                 | 227                                                 | Sconfitti nei quarti di Conference, 1-4 (Sharks) |                                                     |
| 2006–07               | Western                                             | 4^                                                  | Central                                             | 2^                                                  | 82                                                  | 51                                                  | 23                                                  | —                                                   | 8                                                   | 110                                                 | 272                                                 | 212                                                 | Sconfitti nei quarti di Conference, 1-4 (Sharks) |                                                     |
| 2007–08               | Western                                             | 8^                                                  | Central                                             | 2^                                                  | 82                                                  | 41                                                  | 32                                                  | —                                                   | 9                                                   | 91                                                  | 227                                                 | 224                                                 | Sconfitti nei quarti di Conference, 2-4 (Red Wings), 2–4 |                                                     |
| 2008–09               | Western                                             | 10^                                                 | Central                                             | 5^                                                  | 82                                                  | 40                                                  | 34                                                  | —                                                   | 8                                                   | 88                                                  | 213                                                 | 223                                                 | Non qualificati |                                                     |
| 2009–10               | Western                                             | 7^                                                  | Central                                             | 3^                                                  | 82                                                  | 47                                                  | 29                                                  | —                                                   | 6                                                   | 100                                                 | 225                                                 | 225                                                 | Sconfitti nei quarti di Conference, 2-4 (Blackhawks) |                                                     |
| 2010–11               | Western                                             | 5^                                                  | Central                                             | 2^                                                  | 82                                                  | 44                                                  | 27                                                  | —                                                   | 11                                                  | 99                                                  | 219                                                 | 194                                                 | Vittoria nei quarti di Conference, 4-2 (Ducks) Sconfitti nella semifinale di Conference, 2-4 (Canucks)                                                                                             |                                                     |
| 2011–12               | Western                                             | 4^                                                  | Central                                             | 2^                                                  | 82                                                  | 48                                                  | 26                                                  | —                                                   | 8                                                   | 104                                                 | 237                                                 | 210                                                 | Vittoria quarti di Conference, 4-1 (Red Wings) Sconfitti nelle semifinali di Conference, 1-4 (Coyotes)                                                                                             |                                                     |
| 2012–13               | Western                                             | 13^                                                 | Central                                             | 5^                                                  | 48                                                  | 16                                                  | 23                                                  | —                                                   | 9                                                   | 41                                                  | 111                                                 | 139                                                 | Non qualificati |                                                     |
| 2013–14               | Western                                             | 10^                                                 | Central                                             | 6^                                                  | 82                                                  | 38                                                  | 32                                                  | —                                                   | 12                                                  | 88                                                  | 216                                                 | 242                                                 | Non qualificati |                                                     |
| 2014–15               | Western                                             | 3^                                                  | Central                                             | 2^                                                  | 82                                                  | 47                                                  | 25                                                  | —                                                   | 10                                                  | 104                                                 | 232                                                 | 208                                                 | Sconfitti quarti di Conference, 2-4 (Blackhawks) |                                                     |
| 2015–16               | Western                                             | 7^                                                  | Central                                             | 4^                                                  | 82                                                  | 41                                                  | 27                                                  | —                                                   | 14                                                  | 96                                                  | 228                                                 | 215                                                 | Vittoria quarti di Conference, 4-3 (Ducks) Sconfitti semifinali di Conference, 3-4 (Sharks) |                                                     |
| 2016–17               | Western                                             | 8^                                                  | Central                                             | 4^                                                  | 82                                                  | 41                                                  | 29                                                  | —                                                   | 12                                                  | 94                                                  | 240                                                 | 224                                                 | Vittoria quarti di Conference, 4-0 (Blackhawks) Vittoria semifinali di Conference, 4-2 (Blues) Vittoria finali di Conference, 4-2 (Ducks) Sconfitti nella finale della Stanley Cup, 2-4 (Penguins) |                                                     |
| Totali regular season | Totali regular season                               | Totali regular season                               | Totali regular season                               | Totali regular season                               | 1.442                                               | 686                                                 | 560                                                 | 60                                                  | 136                                                 | 1.568                                               | 3.849                                               | 3.897                                               | |                                                     |
| Totali play-off       | Totali play-off                                     | Totali play-off                                     | Totali play-off                                     | Totali play-off                                     | 92                                                  | 42                                                  | 48                                                  | Totali postseason: 6–10                             | Totali postseason: 6–10                             | Totali postseason: 6–10                             | Totali postseason: 6–10                             | Totali postseason: 6–10                             | Totali postseason: 6–10 |                                                     |